# Nizza Monferrato
Nizza Monferrato, (Nissa Monfrà o Nissa dla Paja en piemontès) és un municipi situat al territori de la província d'Asti, a la regió del Piemont (Itàlia).
Limita amb els municipis de Calamandrana, Castel Boglione, Castelnuovo Belbo, Castelnuovo Calcea, Fontanile, Incisa Scapaccino, Mombaruzzo, San Marzano Oliveto, Vaglio Serra i Vinchio.
Pertanyen al municipi les frazioni de Case Giolito, Istituto San Giuseppe, Ponteverde, Regione Annunziata, Regione Baglio, Regione Bricco, Regione Campolungo, San Michele, San Nicolao, Villa Cerreto i Volta.

## Galeria fotogràfica

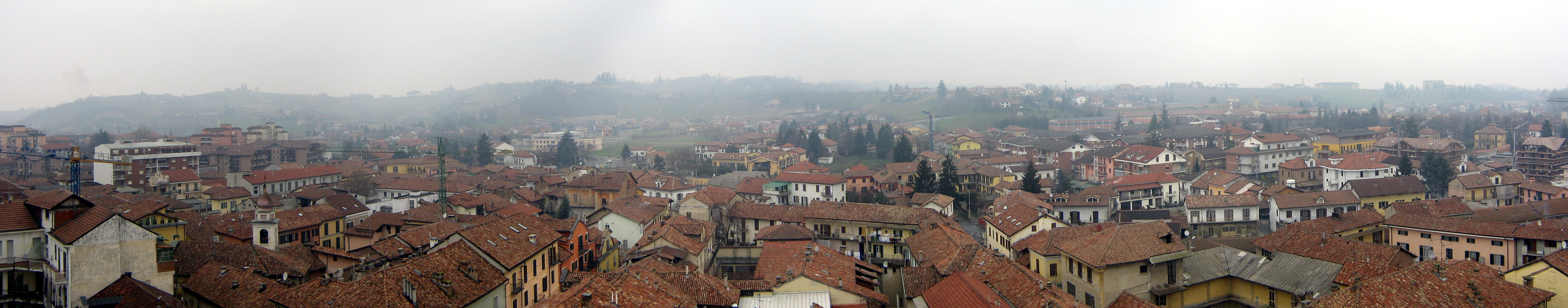
Vista del poble
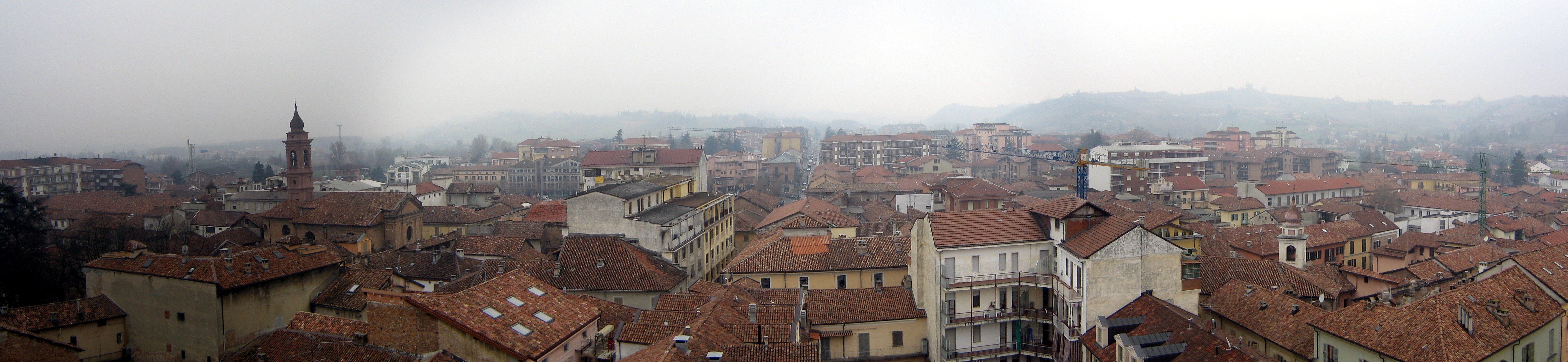
Vista del poble
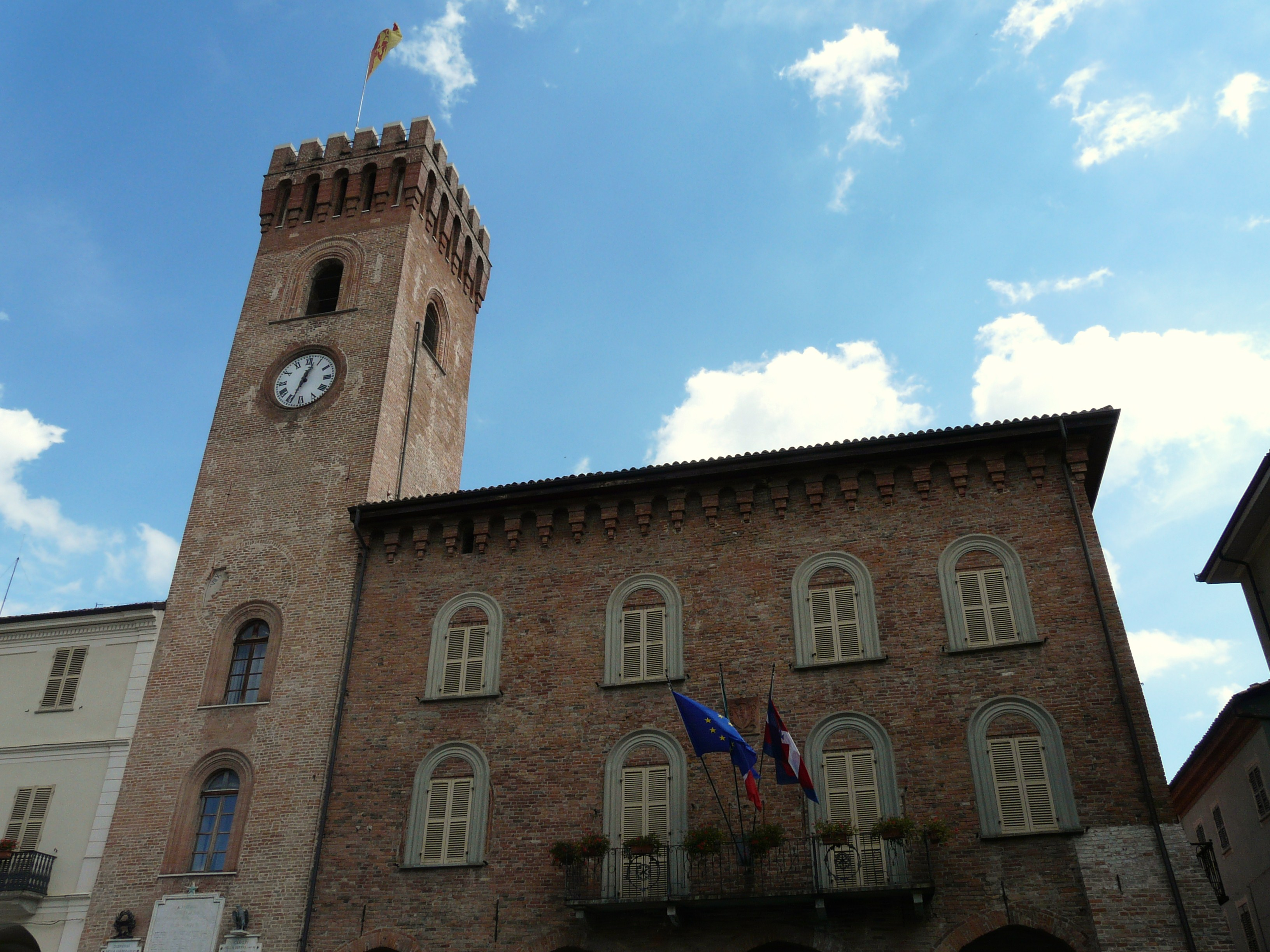
Ajuntament
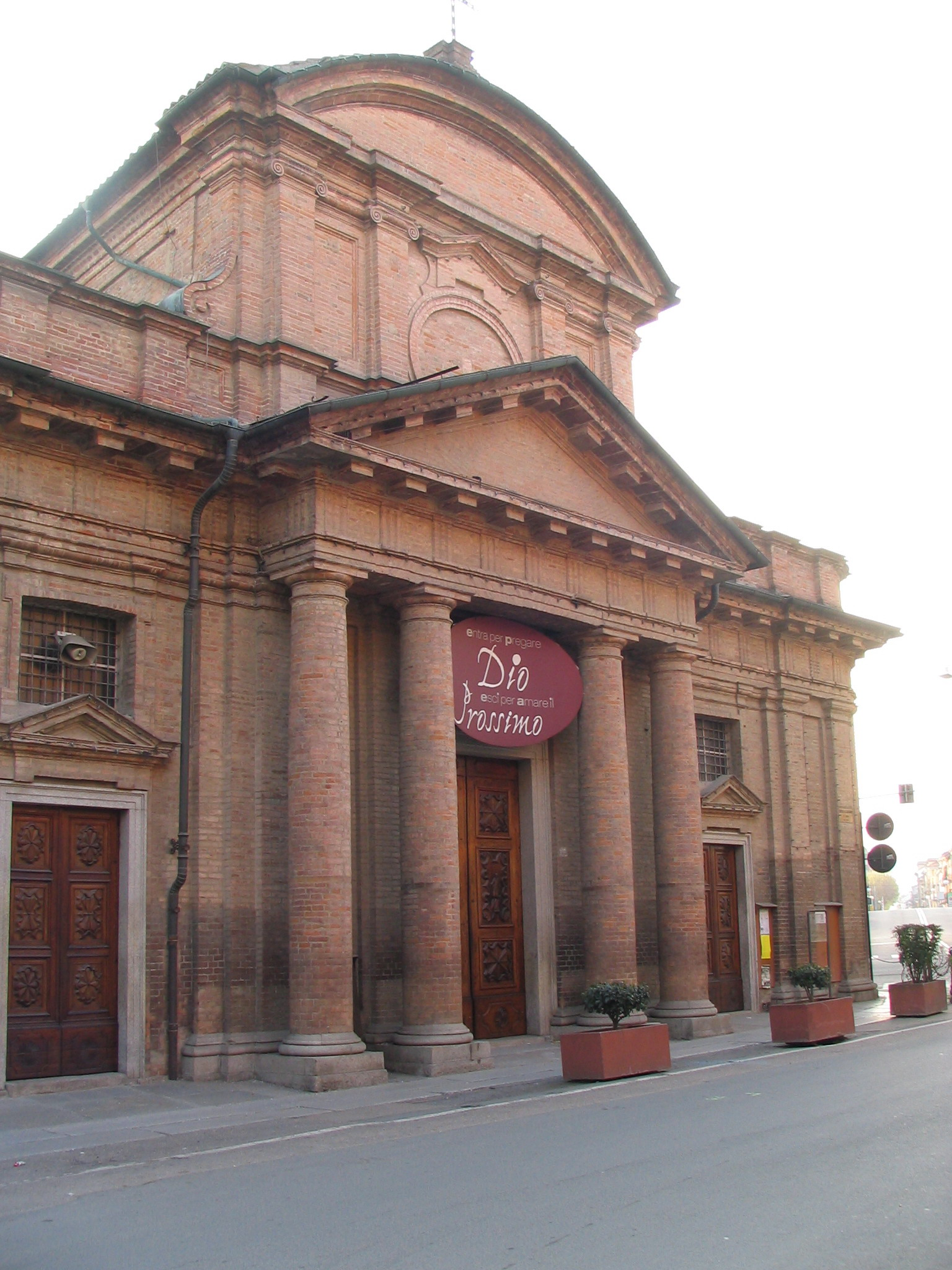
Església de St. Joan
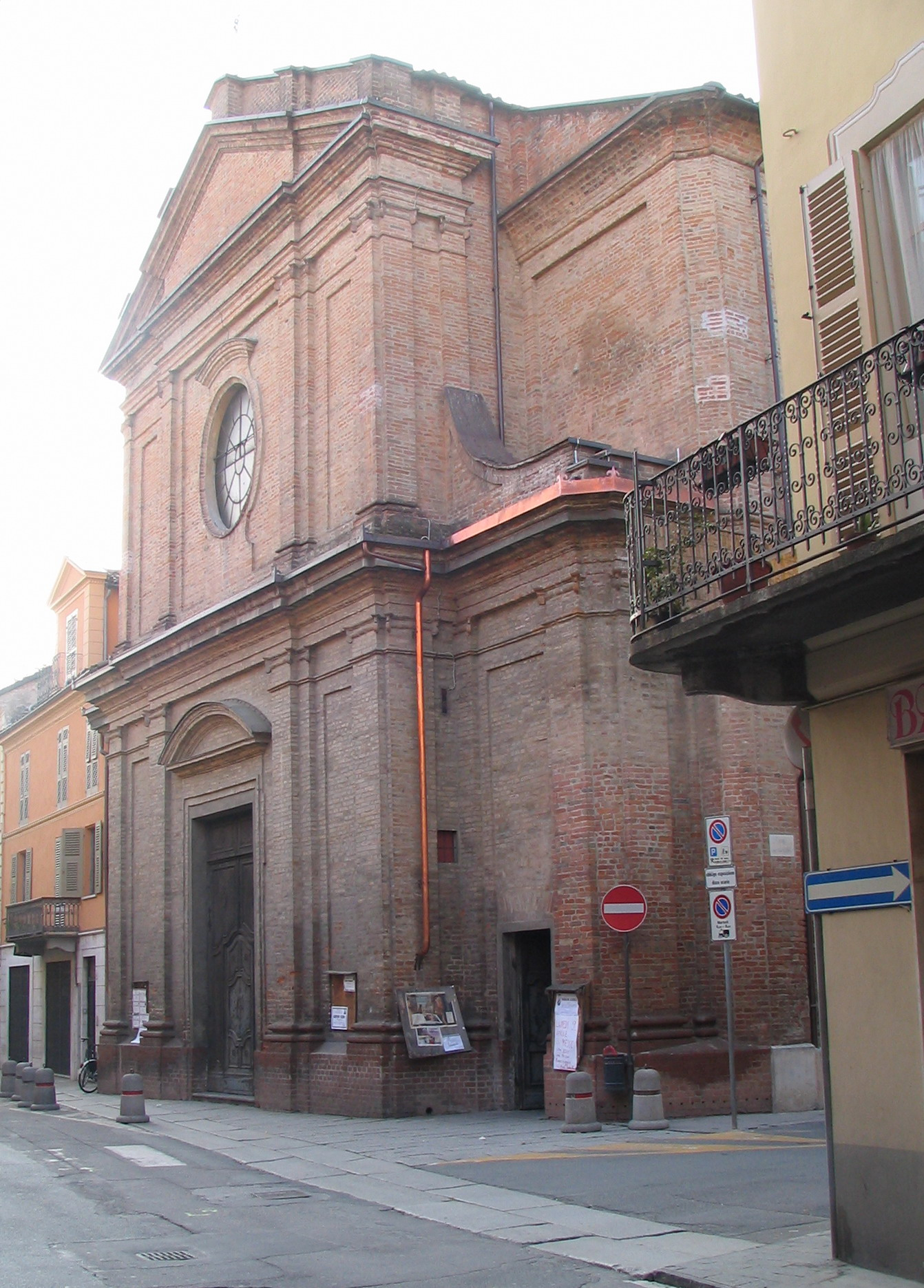
Església de St. Siro
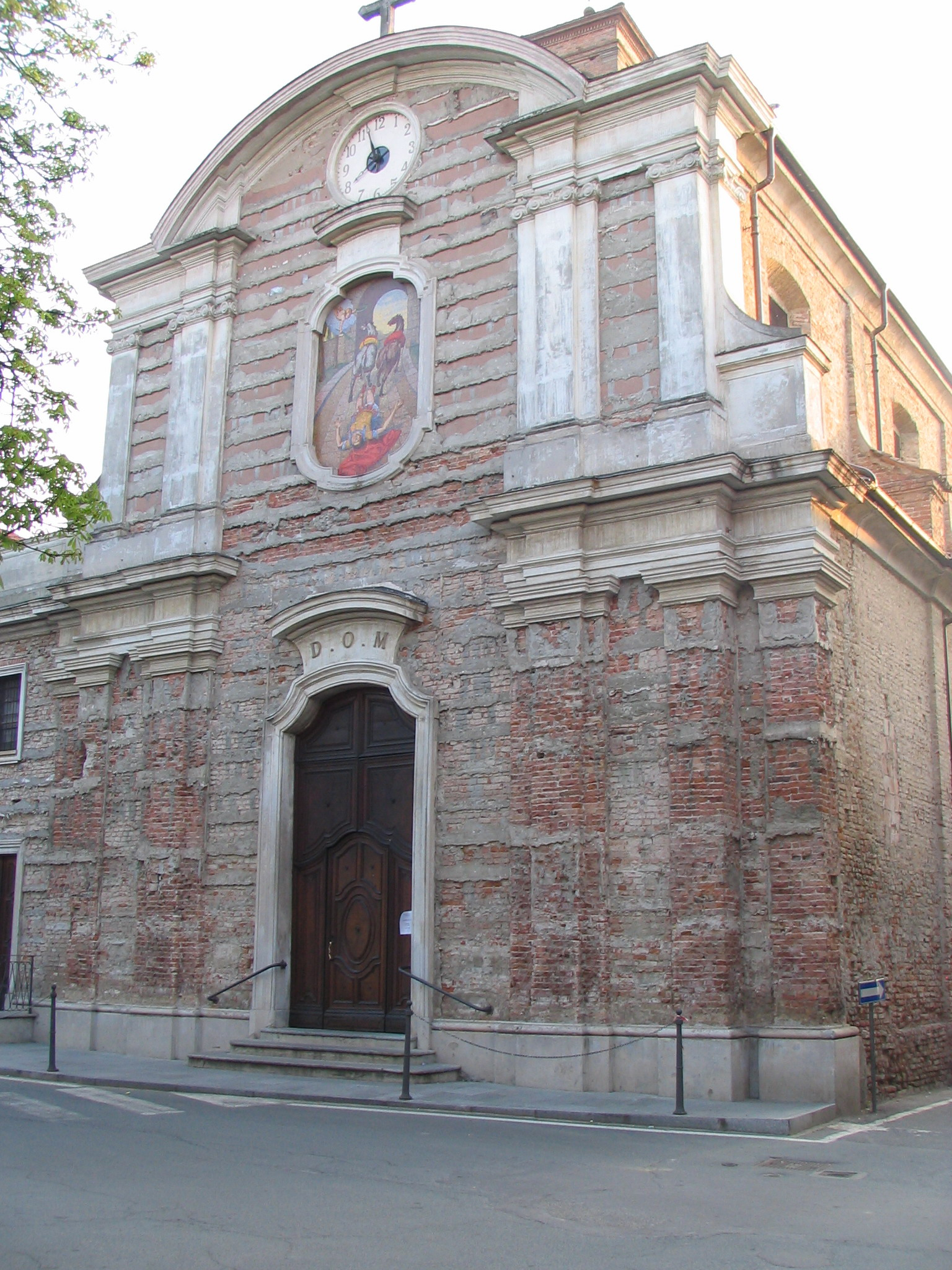
Església de St. Hipòlit
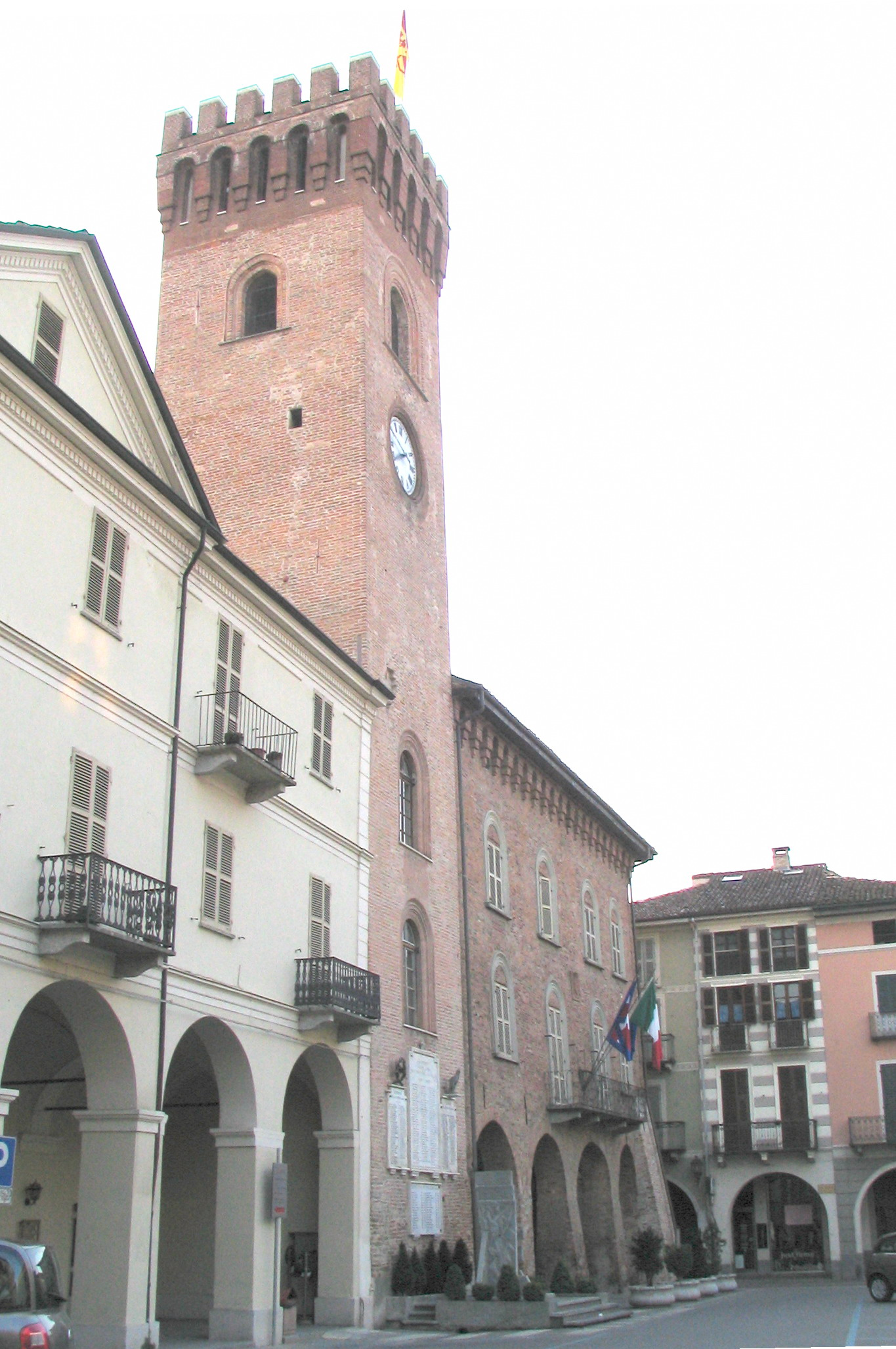
Torre civica
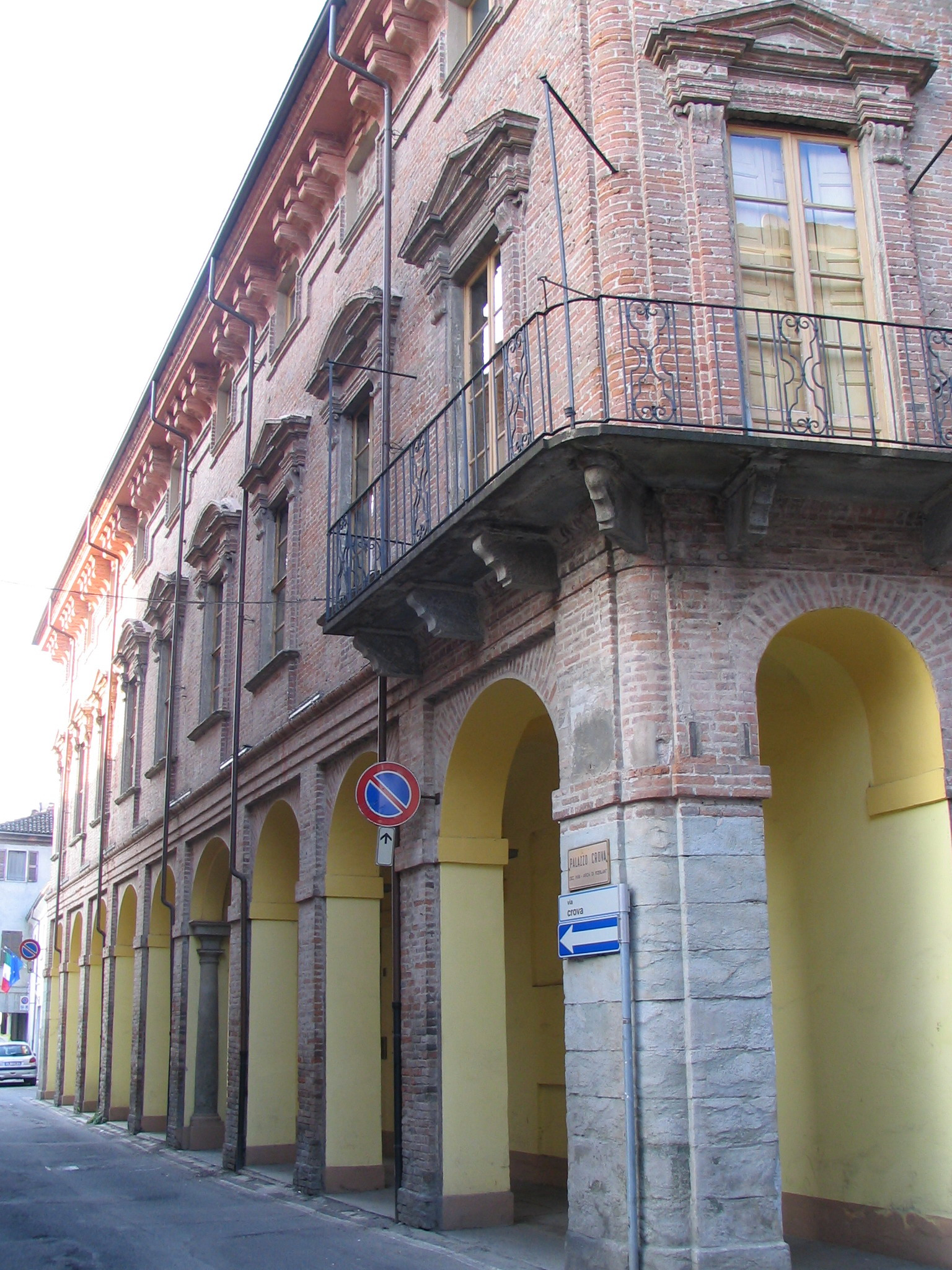
Palazzo Crova
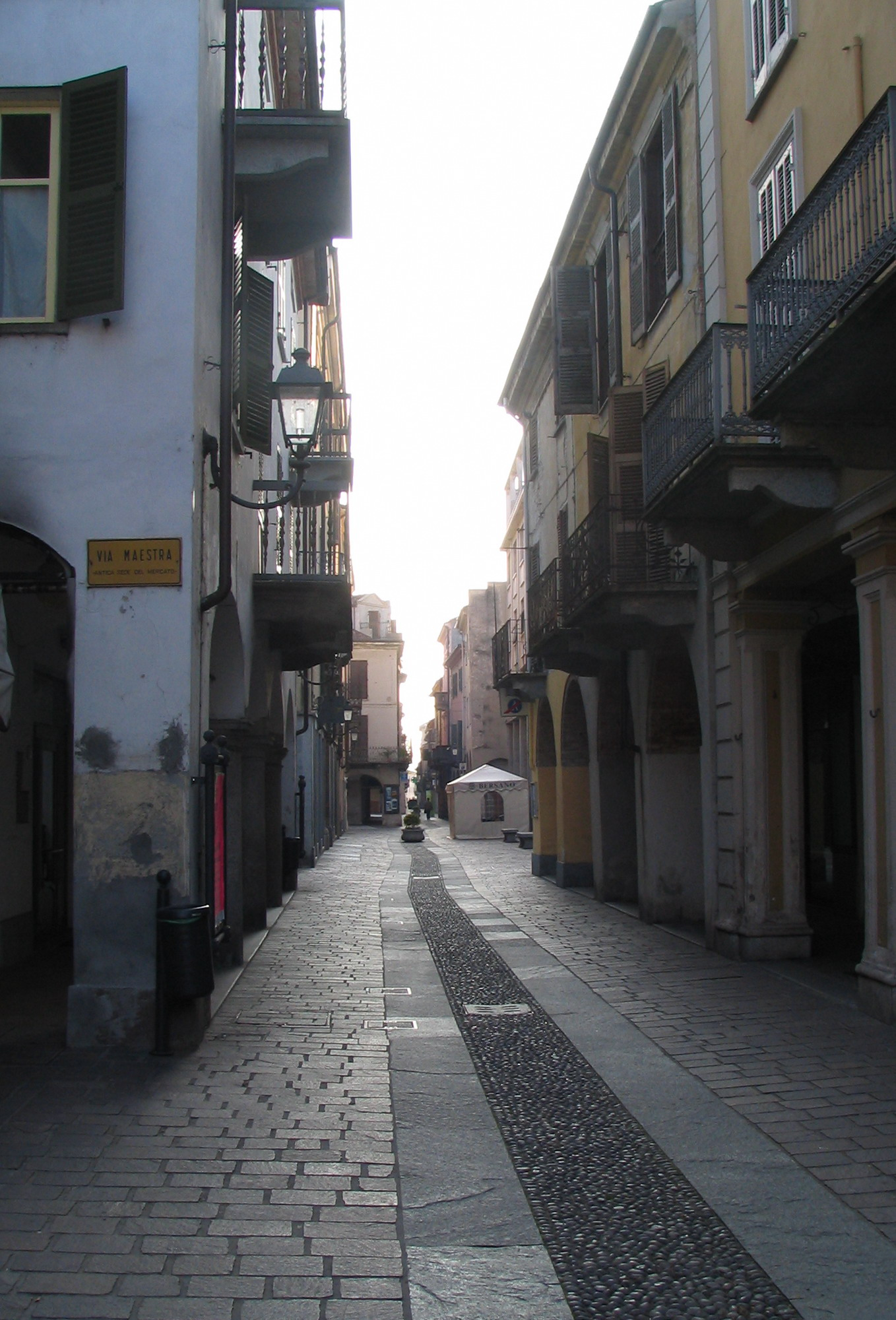
Via Maestra
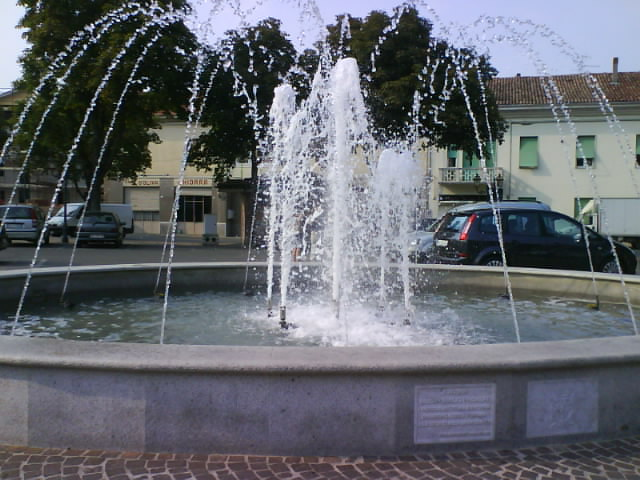
Font de la Plaça XX settembre
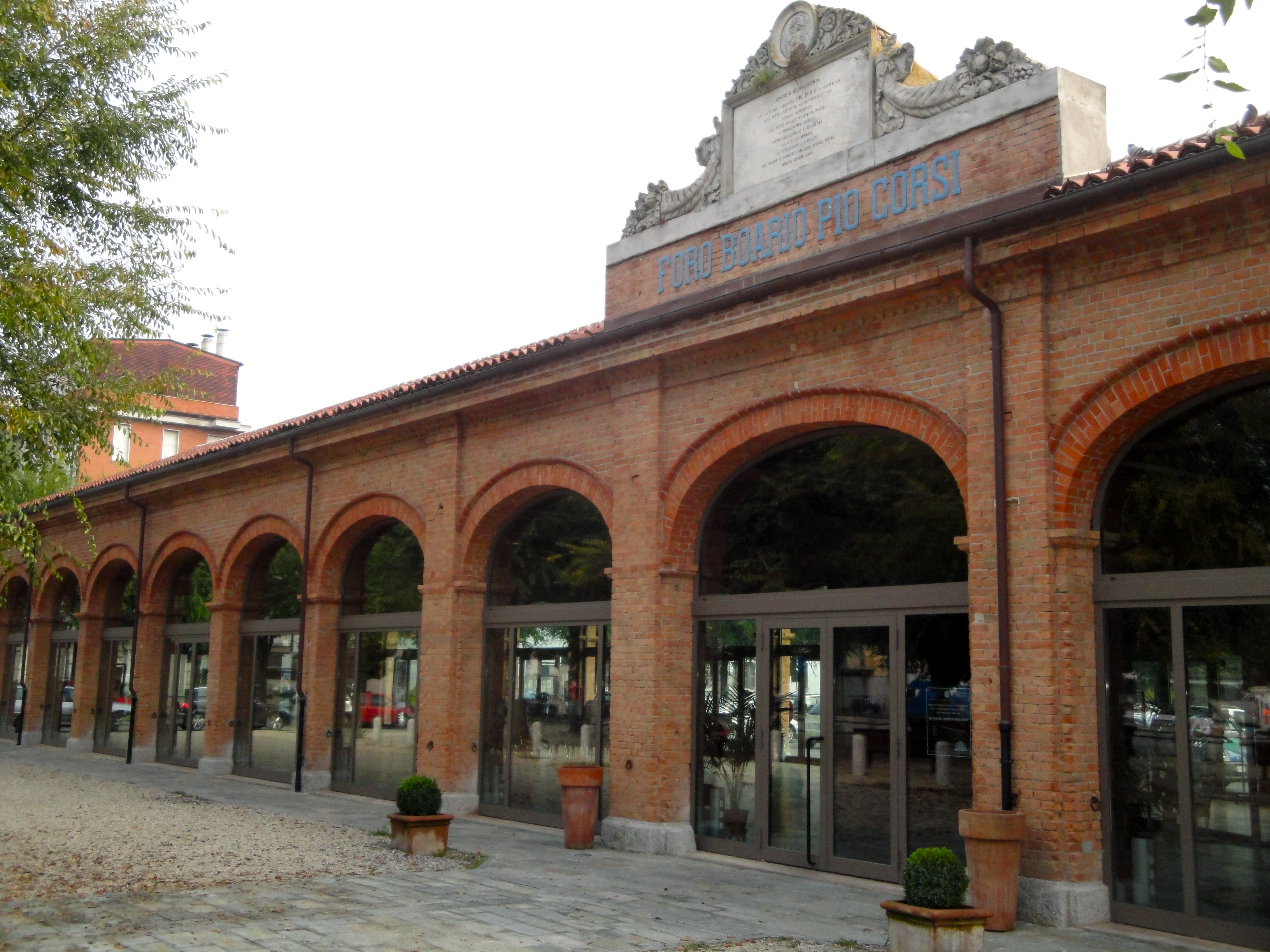
Foro Boario